# Superficie di Beauville
In matematica, una superficie di Beauville è una delle superfici di tipo generale introdotte dal matematico francese Arnaud Beauville. Sono esempi di "false quadriche", con gli stessi numeri di Betti delle superfici quadriche.

## Costruzione ed elementi
Siano {\displaystyle C_{1}} e {\displaystyle C_{2}} delle curve regolari di generi g1 e g2. Sia G un gruppo finito che agisce su C1 e C2 tale che
- G ha ordine (g_1− 1)(g_2− 1)

Nessun elemento non banale di G ha un punto fisso sia su C1 che su C2
C1/G e C2/G sono entrambi razionali.
Allora il quoziente (C1 × C2)/G è una superficie di Beauville.
Un esempio è prendere C1 e C2 entrambe copie del genere 6 quintico X5 + Y5 + Z 5=0, e G come un gruppo abeliano elementare di ordine 25, con opportune azioni sulle due curve.